# Centro Social Afundación Vigo
El Centro Social Afundación Vigo (anteriormente Centro Social Fundación Novacaixagalicia de Vigo y antes Centro Social Caixanova de Vigo) es un edificio multifuncional perteneciente a la obra social del banco Abanca. Fue inaugurado el 23 de junio de 2003, en un acto presidido por los reyes Juan Carlos I y Sofía de Grecia. En el centro se realizan exposiciones y eventos de entidades tanto públicas como privadas, así como de organizaciones no gubernamentales que desempeñen actividades acordes con filosofía del Centro. El centro apuesta por la asistencia social, el apoyo a los sectores productivos, la difusión de la tecnología, la extensión de la sociedad del conocimiento, el desenvolvimiento económico, la formación, el medio ambiente, la cultura y el fomento del empleo.

## El edificio

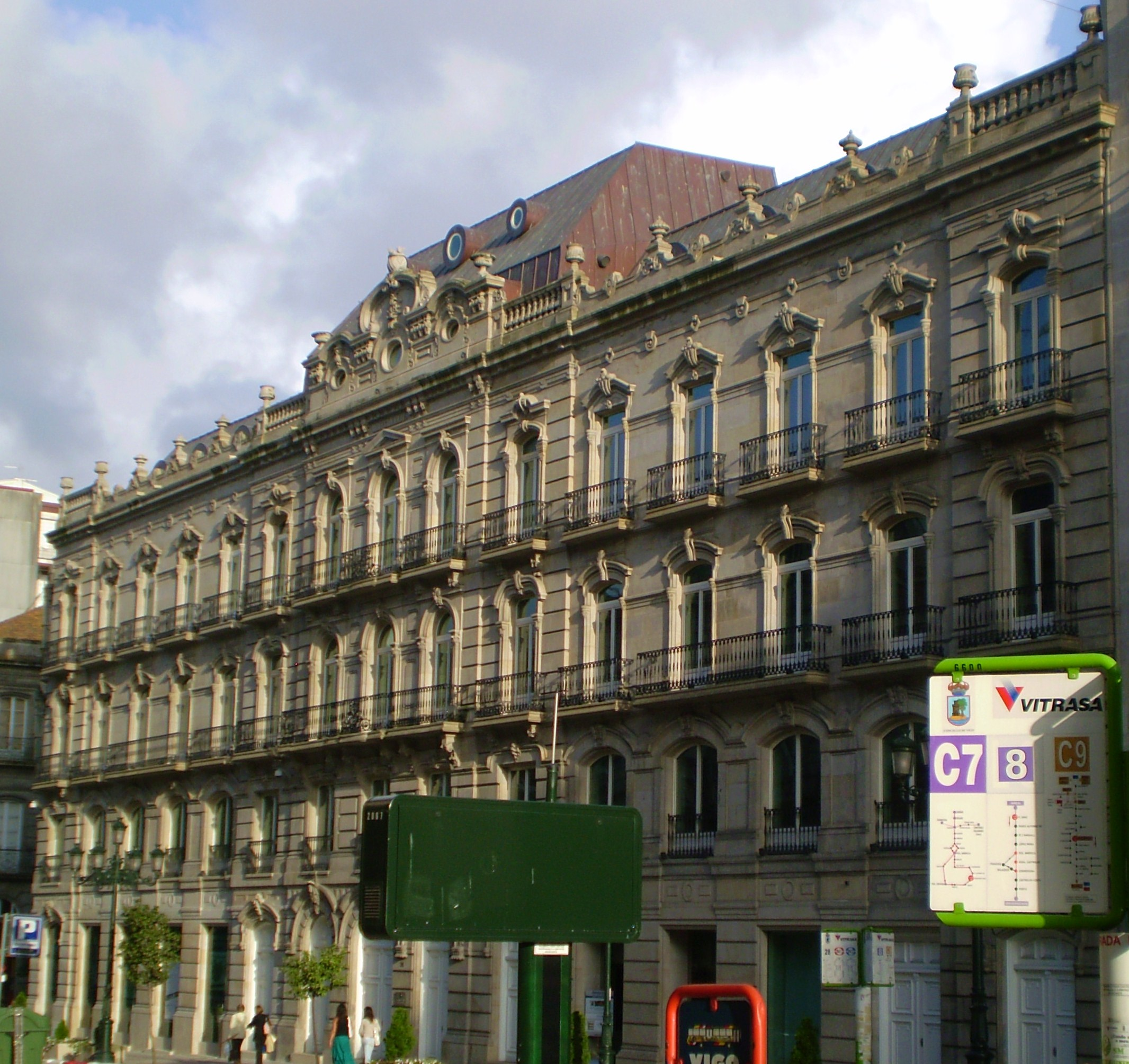
Fachada de la calle Policarpo Sanz.

El Centro Social Afundación se encuentra en la antigua Casa Bárcena (c/ Policarpo Sanz, 24 y 26, esquina con la c/ Velázquez Moreno, 20), histórico inmueble del centro vigués edificado a finales del siglo XIX. El edificio, de estilo eclecticista, fue proyectado por el arquitecto vigués Jenaro de la Fuente Domínguez, incursor del movimiento modernista en la ciudad.
La Casa Bárcena (originalmente llamada Siete casas para particulares) fue construida entre 1879 y 1884 para el Conde de Torrecedeira, Manuel Bárcena Franco, quien pretendía que el edificio fuese la más grandiosa obra civil de la época.
El inmueble consta de dos fachadas con cuatro plantas y con cuerpos salientes en el centro. La Casa Bárcena está realizada en granito y destaca por su rica decoración y ornamentación realizada segundo el gusto de la burguesía de la época, deseosa de edificios de arquitectura ecléctica que reflejasen su poder y prestigio social.
La Casa Bárcena constituye la primera gran obra del arquitecto vigués en su ciudad natal, tras su finalización, el arquitecto realizaría algunos de los más hermosos edificios de la ciudad de esa época.
En 1928 el inmueble fue comprado por la Caja de Ahorros y Monte de Piedad Municipal de Vigo, entidad que lo ocuparía hasta 1955. En 1955, con el traslado de la caja, el edificio sería alquilado, siendo empleadas algunas de sus salas para exposiciones.
En el año 2003 la entidad Caixanova rehabilita el inmueble, convirtiéndolo en su sede social. Con la rehabilitación se creó un jardín interior con el fin de proporcionar luminosidad a todas las plantas del inmueble. En su construcción se mezcló el granito con grandes cristaleras y piezas escultóricas, además del jardín fue añadida una cubierta superior.

## Salas de exposiciones
Las salas de exposiciones de la Colección Afundación (de 3 000 m²) acogen, según los expertos, la mejor colección de arte gallego del mundo. Los fondos de la colección ascienden a 4 000 obras, de las cuales se exponen 120 de ellas organizadas en un recorrido de forma didáctica, desde el arte gallego del siglo XIX hasta nuestros días. La colección cuenta con obras de Castelao, Arturo Souto, Urbano Lugrís, Luis Caruncho, Antón Patiño o Antonio Murado, entre muchos otros artistas gallegos. 
Tres zonas de exposición se dedican a muestras temporales procedentes de diferentes museos o colecciones privadas. También se exponen en estas salas exposiciones de divulgación científica o etnográfica y recorridos artísticos, novedosos o consagrados, en una firme apuesta por la calidad creativa.
El centro dedica cuatro espacios a aulas de formación y talleres de creatividad.

### Naturnova
La exposición Naturnova consta de 37 módulos organizados en tres áreas temáticas: el Universo, la Biosfera, el Hombre y el Medioambiente. Este Centro Interactivo de Educación Medioambiental responde a la preocupación por la preservación del medio ambiente.

### Auditorio
El Auditorio tiene una capacidad para 360 personas y está equipado con sistemas de última tecnología. La Sala de Conferencias tiene un aforo para 122 personas. Las Salas de Reuniones están disponibles para empresas o entidades que quieran celebrar sus actos institucionales con una capacidad que oscila entre las 10 y las 22 personas y están así mismo equipadas con equipos audiovisuales.

### Salón de recepciones
El salón de recepciones tiene la finalidad de ser el marco para las recepciones de los eventos que se organicen en el centro.

### Instituto de Desenvolvimiento
O Instituto de Desenvolvimiento se creó con el objetivo de potenciar los sectores productivos gallegos y la creación de empleo.

### Área de Nuevas Tecnologías
El Área de Nuevas Tecnologías fue creada para la formación y el fomento de las nuevas herramientas tecnológicas.

### Centro de Iniciativas Sociales
El Centro de Iniciativas Sociales está dedicado a la teleasistencia, promoción del voluntariado, inclusión social, desenvolvimiento integral de la infancia y juventud, atención a las personas mayores, etc.

### Centro de Difusión Tecnológica
El Centro de Difusión Tecnológica que les ofrece preparación a las empresas para aprovechar con éxito las continuas innovaciones tecnológicas, los nuevos métodos de trabajo y los avances en las comunicaciones.